# 연일중앙로
연일중앙로(Yeoniljungang-ro)는 대한민국 경상북도 포항시 남구 연일읍 동문리에서 오천리를 거쳐 연결하는 도로이다.
2009년 12월 1일 도로명 주소 사업에 인해 동문로로 지정되었다.

## 노선 구간
- 삼거리 명칭 미상
  - 연일로
    - 포항남부경찰서 연일지구대
    - 천주교 연일교회
    - 영남비취타운3차아파트
    - 화이트연립주택
    - 영남비취타운1,2차아파트
- 사거리 명칭 미상
  - 동문로, 동문로76번길

## 차로수
- 왕복 4차로